# 地理学評論
『地理学評論』（ちりがくひょうろん）とは日本地理学会の機関誌である。略称は地理評。

## 歴史
地理学評論は大正14年（1925年）に日本地理学会の機関誌として創刊された。日本を代表する地理学の学術誌であり、日本の地理学の発展に大きな貢献をしてきた。創刊時は「論説」、「批評及紹介」、「学会雑録」の三部門から構成されていた。1984年から2001年までは和文誌と英語誌が分けられていて、前者を「地理学評論Series A」、後者を「Geographical review of Japan, Series B」となっていた。2002年の第75巻から統合されて地理学評論に一本化された。和文号と英文号がある。2008年の4月からは奇数月の発行となった。

## 意義
地理学評論は日本の地理学界を代表する学術誌であり、大学院生など若手研究者の登竜門ともなっている。

## 問題点
地理学評論においては慢性的な原稿不足が問題となっている。英文誌においては英語論文を執筆する能力と実績がある地理学研究者にとって、日本の学術機関誌である地理学評論の英文誌への投稿は、他の国際的な学術誌への投稿と比べると優先度が下がらざるを得ないという現状が存在する。また、地理学評論における自然地理と人文地理の掲載論文数は、1990年代以降では人文地理が自然地理を上回っている。人文地理論文を掲載する学術誌に比べ、自然地理論文を扱う学術誌の数が多いことが原因と考えられている。自然地理論文の投稿数が少ないことは自然地理分野の研究者が地理学評論を敬遠する原因となる可能性があり、日本地理学会の会員数の減少にも影響する可能性がある。